# Chapelle Saint-Tugual de Herm
La chapelle Saint-Tugual (anglais : St Tugual's Chapel) est une chapelle située sur Herm, la plus petite des îles Anglo-Normandes accessibles au public. Datant du XIe siècle, elle est dédiée à Tugdual de Tréguier, mais n'est consacrée à aucune religion particulière. La chapelle Saint-Tugual est listée dans le Registre des Anciens Monuments et Bâtiments Protégés des États de Guernesey.

## Histoire

### Fondation
La chapelle date du XIe siècle, mais il se peut que le site ait déjà eu une importance religieuse dès le VIe siècle. Les origines du nom de la chapelle restent incertaines : il se peut qu'elle ait été dédiée à Saint-Tugual après la visite de ce dernier sur l'île d'Herm, ou bien qu'elle fut nommée ainsi par les disciples de Saint-Tugual.
La chapelle a été construite par des moines normands qui vivaient sur l'île. Lorsque la famille Wood a pris possession d'Herm en 1949, elle a fait rouvir certaines parties de la chapelle et a fait nettoyer les vitraux.

### Restauration
En 2010 et 2011, la chapelle est fermée pour travaux de restauration, qui incluaient notamment la restauration des pierres murales, ainsi que l'installation d'un nouveau toit et de gouttières. L'entretien de la chapelle est géré par les États de Guernesey. La chapelle est rouverte au public en mai 2011.
Durant les travaux de restauration de la chapelle, deux squelettes humains ont été trouvés : un squelette d'adulte et un d'enfant. Leur âge estimé est compris entre 400 et 500 ans. Puis, sur 15 m2 de surface creusée, 40 squelettes ont été trouvés, dont la moitié correspondent à des ossements d'enfants,. Les squelettes ont été amenés à Guernesey par une équipe dirigée par Philip de Jersey, puis ont été rapatriés sur l'île d'Herm afin d'y être enterrés,,. Les plus vieux ossements dataient de la seconde moitié du Xe siècle.

## Représentations culturelles
La chapelle Saint-Tugual figure sur un timbre guernesias publié en 1970.